# Washington (Iowa)
Pour les articles homonymes, voir Washington.
La ville de Washington est le siège du comté de Washington, dans l’État de l’Iowa, aux États-Unis. Sa population s’élevait à 7 266 habitants lors du recensement de 2010.
Washington fait partie de l’agglomération d’Iowa City.

## Source
- (en) Cet article est partiellement ou en totalité issu de l’article de Wikipédia en anglais intitulé « Washington, Iowa » (voir la liste des auteurs).